# Biederitzer Busch

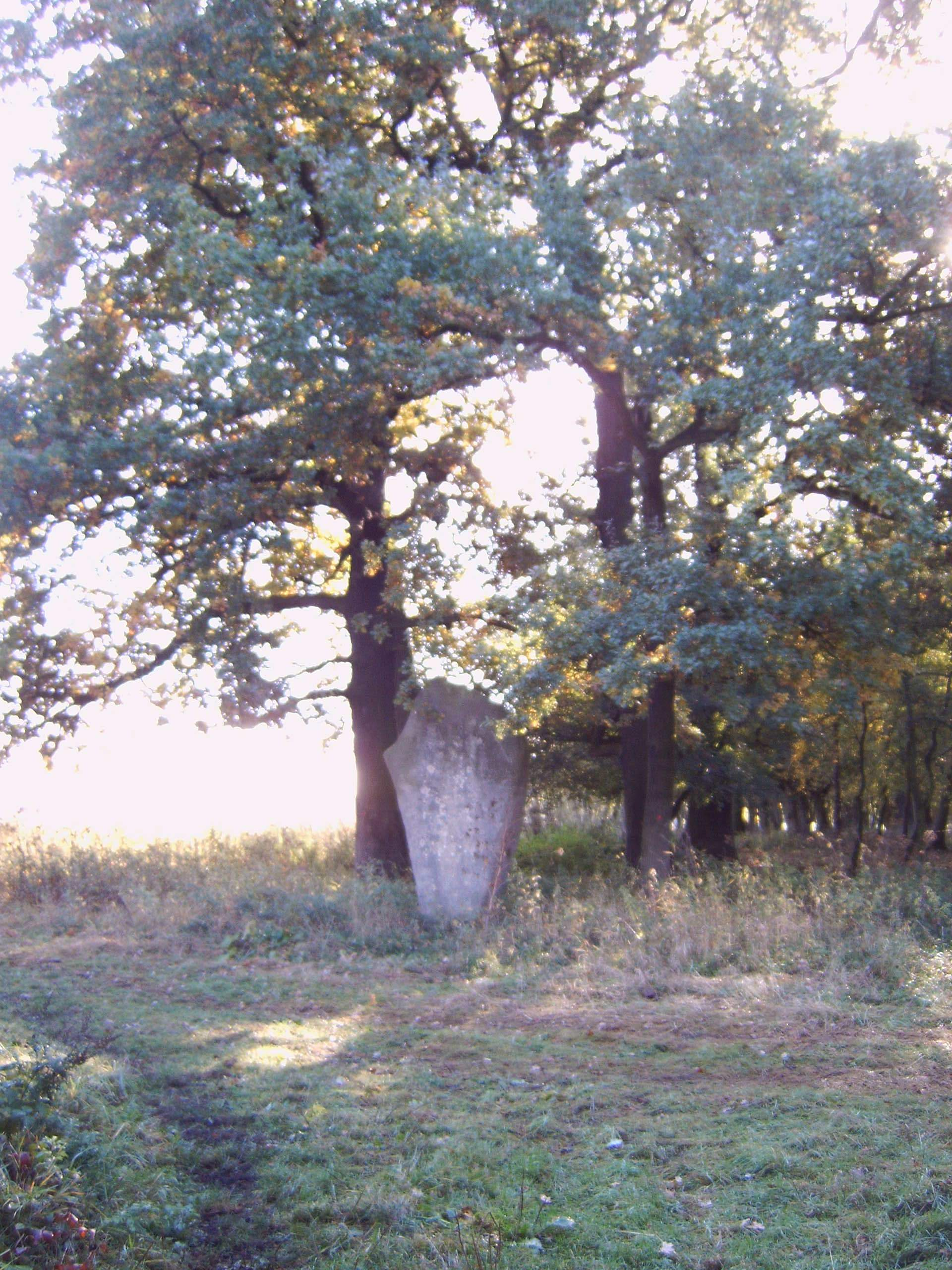
Gedenkstein für die Muttereiche

Der Biederitzer Busch ist ein von der DBU Naturerbe verwalteter Auenwald auf dem Gebiet der Stadt Magdeburg und liegt im Nordosten der Stadt, östlich der Elbe im Stadtteil Magdeburg-Herrenkrug.
Östlich des Waldes befindet sich die namengebende Gemeinde Biederitz. Durch das Waldgebiet verläuft ein 5 km langer Naturlehrpfad.
Die Vegetation wird durch Ahorn, Eschen, Stieleichen, Ulmen und Wildobstarten bestimmt. In Gewässernähe kommen Biber vor.
Ursprünglich wies der Biederitzer Busch eine größere Ausdehnung auf. Bereits 1820 erfolgte jedoch die Fällung von 850 Eichen, um Material zum Bau einer langen Chausseebrücke für die durch das Gebiet geführte Chaussee Magdeburg-Möser zu gewinnen. Im Umfeld der Chaussebrücke war damit der Wald verschwunden. Mit dem Bau des Elbe-Umflutkanals musste der Biederitzer Busch in seiner östlichen Ausdehnung etwas zurückweichen. Ursprünglich reichte er bis direkt an die Ehle, während er heute nur bis an die Kanaldeiche reicht.
Das vor allem in der ersten Hälfte des 20. Jahrhunderts beliebte Ausflugslokal Waldschänke, war ein viel besuchtes Ausflugsziel der Bewohner der Stadt Magdeburg. Die Waldschänke verfiel jedoch in der Zeit der DDR und wurde schließlich abgerissen.
Im südlichen Teil des Biederitzer Busches befand sich bis 1925 die Muttereiche, ein historischer Treffpunkt der Magdeburger Arbeiterbewegung. Heute befindet sich dort ein unbeschrifteter Gedenkstein. Ein weiterer Gedenkstein, das Wittig-Denkmal, wurde zur Erinnerung an den 1927 im Wald ermordeten Kraftfahrer Walter Wittig errichtet und befindet sich südlich der durch den Wald führenden Straße An den Rennwiesen.
Koordinaten: 52° 9′ 9,9″ N, 11° 41′ 50,2″ O